# SwissCommunity.org
SwissCommunity.org ist eine soziale Netzwerkplattform für Auslandschweizer, die von der Auslandschweizer-Organisation (ASO) betrieben wird. Sie bietet den im Ausland lebenden Schweizern („Fünfte Schweiz“) die Möglichkeit, sich gegenseitig zu kontaktieren, zu kommunizieren und eine enge Verbindung zur Heimat aufrechtzuerhalten. Anders als vergleichbare soziale Netzwerke bietet SwissCommunity.org nebst den klassischen Community-Funktionen auch fundierte Informationen über Ereignisse und Entwicklungen in der Schweiz. Die Internet-Plattform unterstützt die gut 800‘000 Auslandschweizerinnen und Auslandschweizer zudem in der Ausübung ihrer politischen Rechte. Im Sinne eines 27. virtuellen Kantons bietet SwissCommunity.org der schweizerischen Diaspora eine Plattform zur Meinungsäußerung und verschafft ihr so Gehör im Inland. Die Plattform ist seit dem 21. August 2021 Online.

## Organisation
SwissCommunity.org wurde anlässlich des 88. Auslandschweizer-Kongresses am 21. August 2010 in St. Gallen lanciert. Die Auslandschweizer-Organisation, welche die Plattform konzipiert hat, ist 1916 von der Neuen Helvetischen Gesellschaft ins Leben gerufen worden. Die ASO ist heute die repräsentative und anerkannte Interessenvertreterin der „Fünften Schweiz“ und erbringt vielfältige Dienstleistungen für die 800‘000 Schweizerinnen und Schweizer im Ausland. Dazu gehören die Beratung und Information bei rechtlichen und praktischen Fragen im Zusammenhang mit Auswanderung, Auslandsaufenthalt und Rückwanderung. Hinzu kommt ein vielfältiges Angebot an weiteren Dienstleistungen wie u. a. Kinder- und Jugendangebote, Ausbildungsberatungen für junge Auslandschweizerinnen und Auslandschweizer, Auskünfte zu den Schweizer Schulen im Ausland, die Durchführung des jährlich stattfindenden Auslandschweizer-Kongresses sowie ausführliche Informationen zum Geschehen in der Schweiz und den Aktivitäten der ASO. SwissCommunity.org unterstützt die ASO bei der Erfüllung ihres Informationsauftrags gegenüber den Schweizer Auswanderern (gemäss Art. 40 BV) und ermöglicht es Schweizern weltweit, ihre Beziehungen untereinander sowie jene zu ihrem Herkunftskanton zu stärken.

## Über SwissCommunity.org

### Zielgruppe
Die Plattform geht auf die grundlegenden Bedürfnisse der Auslandschweizerinnen und Auslandschweizer ein, wie die Notwendigkeit Kontakt aufzunehmen und Informationen, Ideen und «Geheimtipps» auszutauschen sowie den Wunsch, Erfahrungen mitzuteilen oder sich im Ausland unter Landsleuten wiederzufinden. SwissCommunity.org bietet den Auslandschweizerinnen und Auslandschweizern eine einfache und unkomplizierte Möglichkeit, sich untereinander zu vernetzen und die Verbindung zu den „Daheimgebliebenen“ aufrechtzuerhalten. Drei Jahre nach der Gründung haben sich bereits mehr als 30‘000 Mitglieder aus 186 Ländern auf SwissCommunity.org registriert. Unter ihnen befinden sich mehrere Bundesparlamentarier und Journalisten.
SwissCommunity.org wird in den Sprachen Deutsch, Französisch und Englisch geführt.

### Inhalt
Die Plattform besteht aus einem öffentlichen und einem geschützten Bereich.
Der öffentliche Bereich zeichnet sich durch ausführliche, auf die Bedürfnisse der Auslandschweizerinnen und Auslandschweizer zugeschnittene Informationen aus. Dazu gehören:
- Die kontinuierlich auf die Plattform gespeisten Nachrichten der Informationsplattform swissinfo.
- Die parallel zur Printausgabe der „Schweizer Revue“ erscheinende Online-Version. Sechsmal jährlich herausgegeben von der ASO und gratis an alle Schweizer-Haushalte im Ausland verteilt.
- Das netzwerkeigene Onlinemagazin, welches in der neusten Ausgabe nur den Mitgliedern der Plattform zur Verfügung steht, später aber im öffentlichen Bereich allen zugänglich ist.
- Nützliche und relevante Informationen zu allen 26 Schweizer Kantonen sowie zur Schweiz als Ganzes.
- Kontaktdaten und Informationen zu über 330 Schweizer Vereinen im Ausland.
- Sämtliche Adressen aller Schweizer Botschaften weltweit.

Im geschützten Bereich können sich Benutzer kostenlos registrieren und ein persönliches Profil mit Fotos und Informationen anlegen. Anhand verschiedener Suchkriterien finden Schweizerinnen und Schweizer in ihrer Umgebung ganz einfach andere Landsleute und können mit ihnen in Kontakt treten. Der geschlossene Bereich bietet den registrierten Benutzern:
- Ein Pinboard.
- Einen Veranstaltungskalender.
- Einen Marktplatz, auf welchem die Benutzer Kleininserate aufgeben können.
- Diskussionsforen, welche im Zentrum der Mitgliederaktivitäten stehen und in denen hauptsächlich politische Aktualitäten sowie Themen im Zusammenhang mit Schweizer Institutionen und Fragen, die das leben im Ausland betreffen, diskutiert werden. Bei Fragen im Zusammenhang mit Auswanderung, Auslandsaufenthalt und Rückwanderung können Auslandschweizerinnen und Auslandschweizer auf praktische Ratschläge und Erfahrungsberichte ihrer Kompatrioten zählen.

### Medien
Viermal pro Jahr veröffentlicht SwissCommunity.org ein Online-Lifestyle-Magazin, das jeweils auf der Startseite aufgeschaltet wird. Jede Ausgabe widmet sich einem bestimmten Thema und beinhaltet überdies Porträts von Schweizern in aller Welt, Interviews, Wissenswertes über die Schweizer Kantone und Kultur sowie Informationen über das aktuelle Geschehen in der Schweiz. Das Magazin erscheint auf Deutsch, Französisch und Englisch.
Anlässlich der Registrierung auf SwissCommunity.org bietet sich den Mitgliedern die Möglichkeit, sich für drei der viermal pro Jahr erscheinenden Kantonsnewsletter ihrer Wahl sowie für den sechsmal pro Jahr erscheinenden ASO-Newsletter anzumelden.
Sechsmal jährlich erscheint parallel zur Printausgabe die Online-Version der „Schweizer Revue“. Die „Schweizer Revue“ erreicht als einziges Medium alle Auslandschweizer-Haushalte, versorgt diese mit Informationen aus der Schweiz und hält sie über die schweizerische Realität auf dem Laufenden. Die „Schweizer Revue“ wird im Auftrag des Bundes von der Auslandschweizer-Organisation herausgegeben.

### Politisches Engagement
SwissCommunity.org nimmt den Platz eines 27. Kantons der Schweiz ein, wenn auch aufgrund der räumlichen Distanz seiner Mitglieder den eines virtuellen.
Im Vorfeld der viermal jährlich stattfindenden Volksabstimmungen in der Schweiz spielen Debatten und Austausch für die Meinungsbildung eine entscheidende Rolle. In diesem Kontext nimmt SwisCommunity.org auf der politischen Ebene eine zentrale Rolle ein, indem die Plattform allen Schweizern, unabhängig von ihrem Wohnland, die aktive Teilnahme am politischen Prozess sowie die Meinungsäusserung und den Austausch mit Landsleuten ermöglicht. Die auf der Plattform eingeschriebenen Bundesparlamentarier und Journalisten tragen dazu bei, dass die Belange der Auslandschweizer Eingang in die politische Agenda der Schweiz finden.

### Partnerschaften
Die ASO hat den Status einer Non-Profit-Organisation und muss grosse Teile ihrer Finanzen selbst aufbringen. Ein bedeutender Baustein des Erfolgs sind deshalb die Partnerschaften mit diversen Unternehmen wie Schweiz Tourismus und swissinfo. Wichtig sind auch die Partnerschaften mit den Kantonen, bisher zählen Luzern, Aargau, Zug, Genf und Tessin dazu. Für die Zukunft wird die Partnerschaft mit allen 26 Kantonen angestrebt.
SwissCommunity.org sowie die Auslandschweizer-Organisation im Allgemeinen stehen zudem im engen Austausch mit dem Eidgenössischen Departement für auswärtige Angelegenheiten (EDA).

### Auszeichnungen
Anlässlich der „Best of Swiss Web Awards“ am 31. März 2011 im Kongresshaus in Zürich wurde SwissCommunity.org als eines der herausragenden Schweizer Internetprojekte des Jahres 2011 Jahres geehrt und in der Kategorie Usability mit der Silbermedaille ausgezeichnet. Die Auszeichnung gilt speziell der inhaltlichen Klarheit sowie der Benutzerfreundlichkeit der von Mediaparx entwickelten Plattform.